# Salacia alveolata
Salacia alveolata är en benvedsväxtart som beskrevs av J. Louis och Rudolf Wilczek. Salacia alveolata ingår i släktet Salacia och familjen Celastraceae. Inga underarter finns listade.